# جون ر. إيزبل
جون ر. إيزبل (بالإنجليزية: John Rolfe Isbell)‏ هو طوبولوجي ورياضياتي أمريكي، ولد في 27 أكتوبر 1930، وتوفي في 6 أغسطس 2005.